# Emma Stebbins

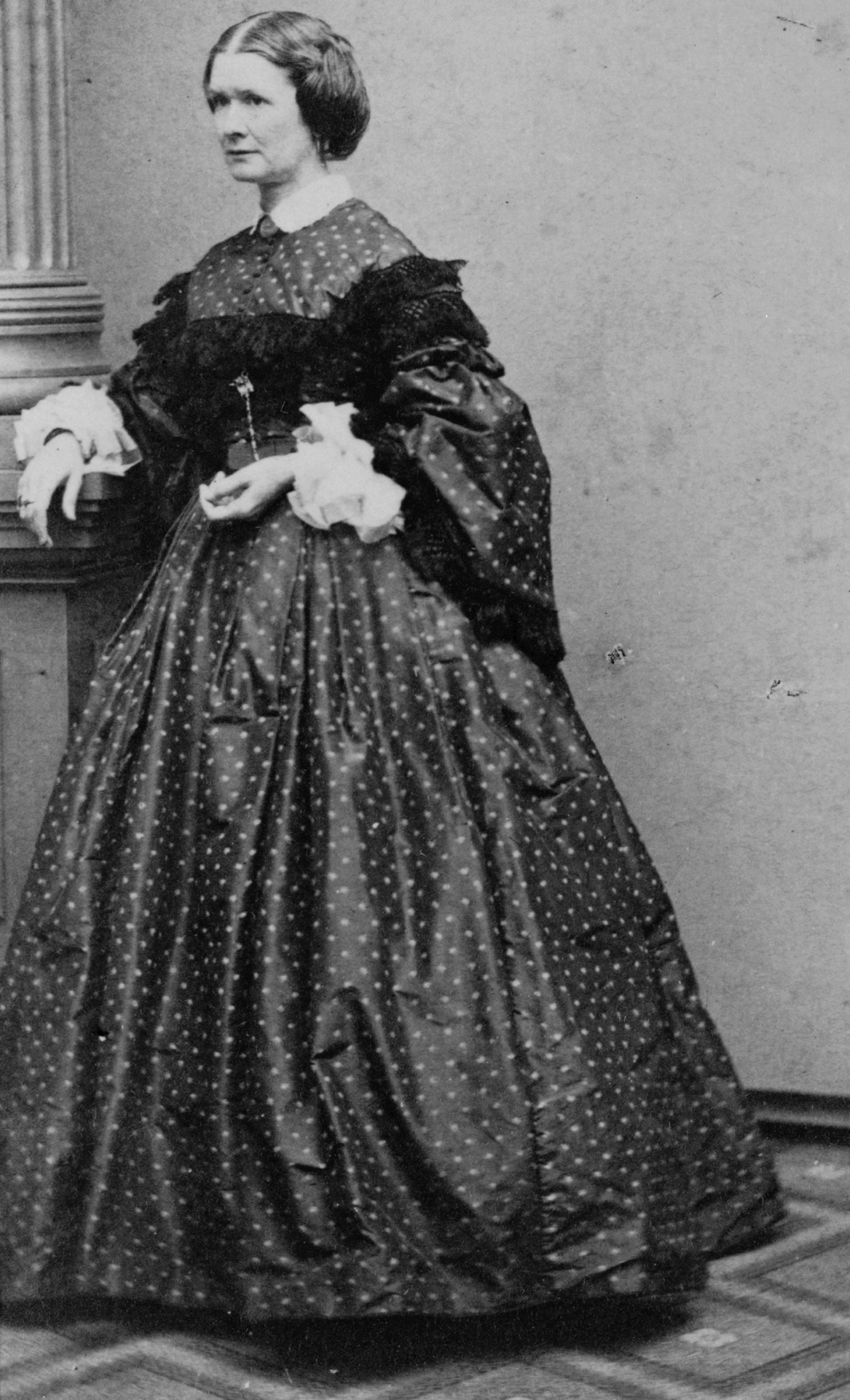
Emma Stebbins

Emma Stebbins (* 1. September 1815 in New York City; † 25. Oktober 1882 ebenda) war eine US-amerikanische Bildhauerin.

## Leben
Stebbins war die Tochter von John Stebbins (1. Februar 1783 – 16. September 1834) und dessen Frau Mary (geborene Largin, † 18. April 1874). Sie wurde als sechstes von neun Kindern in New York City geboren und zeigte bereits in ihrer Kindheit künstlerische Begabung. Sie war zunächst als Malerin tätig und fertigte Porträts sowie Gemälde in Öl und als Aquarelle, Kreidezeichnungen oder in Pastell.
Von der National Academy of Design wurde Stebbins 1842 zum assoziierten Mitglied (ANA) gewählt. 1857 zog Stebbins nach Rom, wo sie bei John Gibson und Paul Aker studierte. Diese Ausbildung wurde ihr durch ihren Bruder Henry George Stebbins finanziert, der die New Yorker Börse zu jener Zeit leitete. In Rom verliebte sich Stebbins in die Schauspielerin Charlotte Saunders Cushman. Cushman war selbstsicher, stark und charismatisch und hatte gerade eine zehnjährige Beziehung zu der Schauspielern Matilda Hays beendet, als sie Stebbins kennenlernte. Gemeinsam reisten Stebbins und Cushman weiter und unternahmen eine Fahrt nach Neapel. Nach ihrer gemeinsamen Rückkehr nach New York City verbrachten sie ihre Zeit mit einem Zirkel von befreundeten lesbischen Frauen, zu denen die Bildhauerinnen Harriet Hosmer und Edmonia Lewis gehörten. In dieser engeren Umgebung zeigten Stebbins und Cushman ihre Beziehung offen.
Zu den anerkannten Werken, die Stebbins als Bildhauerin schuf, gehörte eine Büste von Cushman, die zwischen 1850 und 1859 entstand. Cushman erkrankte 1869 an Brustkrebs und wurde seither von Stebbins gepflegt. Cushman verstarb 1876 im Alter von 59 Jahren an einer Lungenentzündung. 1882 verstarb Stebbins mit 67 Jahren. Stebbins wurde auf dem Green-Wood Cemetery in Brooklyn, New York City, begraben.

## Familie
Stebbins hatte acht Geschwister, ihr Vater war der Direktor der New Yorker North River Bank. Dieser hatte am 29. September 1804 Mary Largin geheiratet, eine Tochter Michael Largins. Ihre Geschwister waren:
- Eliza (14. Juli 1805 – 8. August 1806).
- John Wilson (6. April 1807 – 4. Juli 1837) setzte die Geschäfte seines Vaters nach dessen Tod fort und war Gründungsmitglied der „Mercantile Library Association“.
- Charles Largin (18. Juli 1809 – 2. April 1836).
- Henry George (15. September 1811 – 9. Dezember 1881) ⚭ Sarah Augusta Weston, war Politiker und Leiter der New Yorker Börse.
- Mary (* 22. September 1813) ⚭ John H. Garland.
- Angelina (* 26. Juli 1818) ⚭ Alexander Pleming.
- William Augustus (* 10. August 1820) ⚭ Julia Morris
- Caroline Town, (22. Januar 1824) ⚭ John Rollin Tilton.

## Werke (Auswahl)

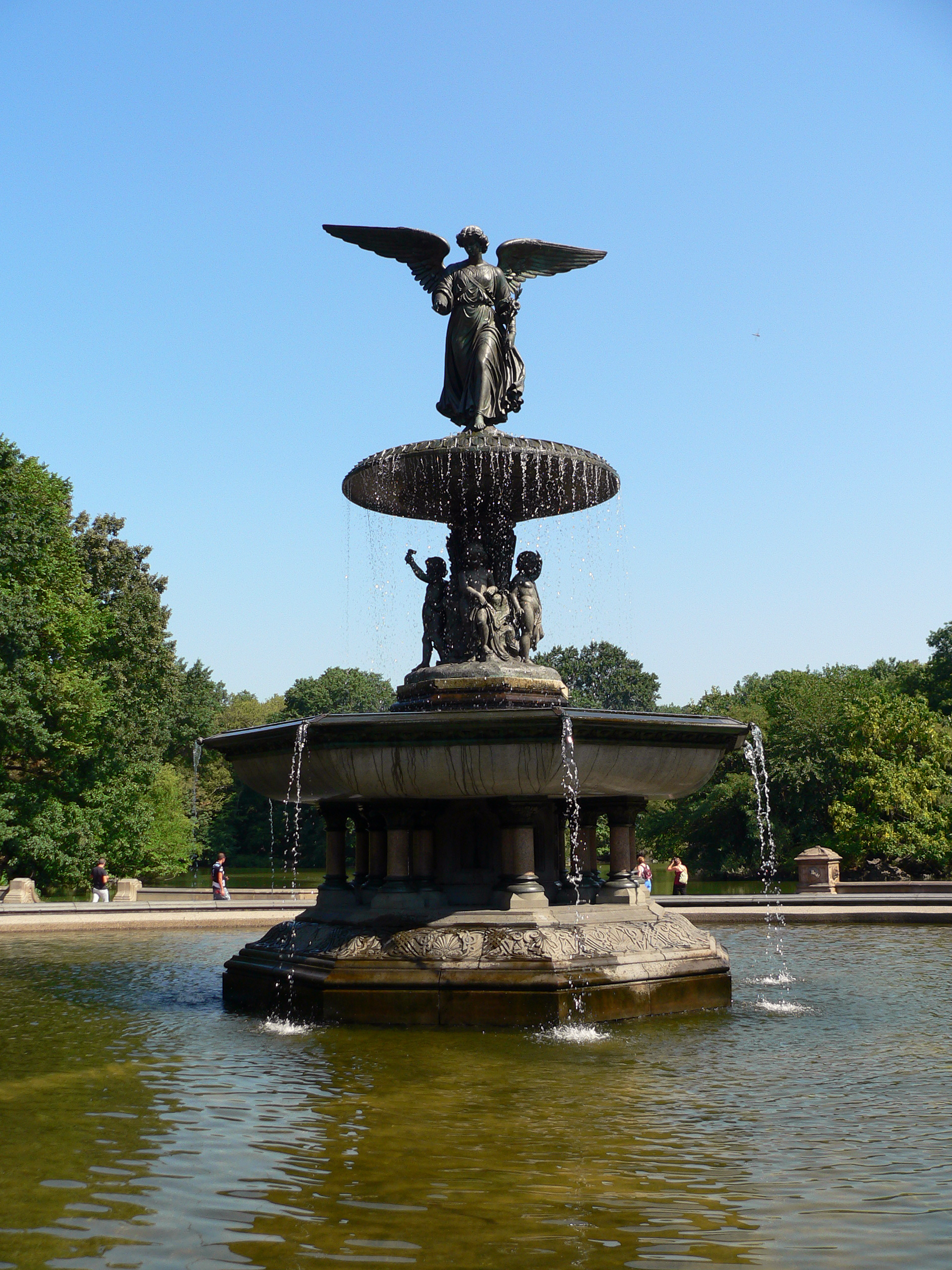
Bethesda Fountain

Stebbins schuf als Bildhauerin zahlreiche Statuetten. Am bekanntesten ist ihre Figurengruppe Angel of the Waters von 1873. Diese Figurengruppe ist auch unter dem Namen Bethesda Fountain bekannt und befindet sich an der Bethesda Terrace im Central Park von New York City.
Ihre Bronzestatue (1860) des US-amerikanischen Bildungsreformers Horace Mann wurde 1865 vor dem State House in Boston aufgestellt.
Eine Marmorstatue des Entdeckers Columbus befindet sich vor dem Obersten Gerichtshof des Staates New York, dem Supreme Court in New York City.
Sie fertigte zudem eine Büste ihres Bruders John Wilson Stebbins, die in der Mercantile Library von New York aufgestellt wurde.